# Hooligan trong bóng đá

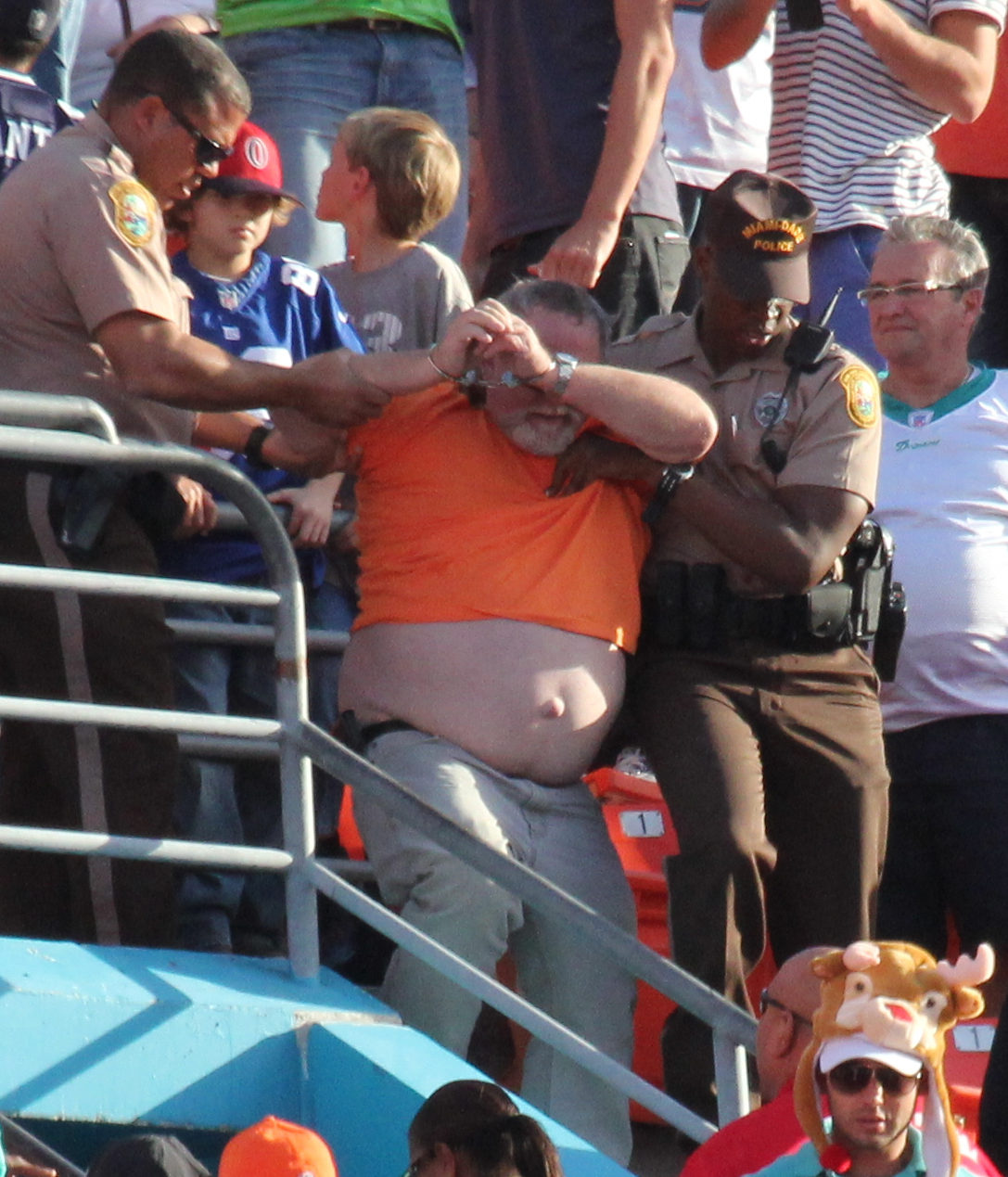
Một cổ động viên bóng đá bị bắt vì gây rối

Hooligan trong bóng đá (phát âm tiếng Việt như Hu-li-gân) là thuật ngữ tiếng Anh ám chỉ những người hay nhóm người thường xuyên có các hành động côn đồ và phá hoại, đập phá xung quanh các trận thi đấu bóng đá. Những hành động bạo lực này tồn tại ở rất nhiều dạng như ném đá, pháo sáng xuống sân, tấn công cầu thủ hay ẩu đả với các cổ động viên khác. Hooligan là một hiện tượng phổ biến ở nước Anh cũng như là vấn đề trầm kha của bóng đá Việt Nam. Trong lịch sử bóng đá, những hành động quá khích đầu tiên diễn ra tại Anh từ thế kỷ XIV. Tới thập kỷ 80 thuộc thế kỷ XIX, thế giới ghi nhận những trường hợp "hooligan" (côn đồ) đầu tiên của bóng đá hiện đại. Khi ấy, các nhóm côn đồ ở Anh táo tợn tới mức đe dọa những người dân vô tội, tấn công cả trọng tài và cầu thủ vì tình yêu với đội bóng mình yêu thích. Tình trạng bạo lực này lên tới đỉnh điểm năm 1985 với thảm kịch Heysel. Tại Việt Nam, các nhóm cổ động viên quá khích của Hải Phòng, côn đồ Nghệ An thường xuyên ẩu đả, gây hấn, làm náo loạn gây bạo lực trên sân cỏ, chính công tác đảm bảo an ninh tắc trách trước, trong và sau mỗi trận đấu đã dung dưỡng để nạn Hooligan Việt Nam phát triển, hoành hành.